# Каркаралінський округ
Каркаралі́нський округ (рос. Каркаралинский округ) — адміністративна одиниця третього порядку у складі Казакської АСРР, що існувала у 1928—1936 роках. Адміністративний центр — місто Каркаралінськ.

## Історія
Каркаралінський округ був утворений 17 січня 1928 року з частин Семипалатинської губернії, центром стало місто каркаралінськ. округ складався з 7 районів:
- Абралинський район — пік Уй-Тас
- Аксаринський район — урочище Бес-Оба
- Балхаський район — урочище Карабулак
- Берккаринський район — культпункт на урочищі Мили-Булак
- Кувський район — село Хлібородне
- Четський район — урочище Кайракти
- Чубартауський район — урочище Котан-Емель

1929 року Балхаський район перейменовано в Токрауський район, 14 грудня того ж року ліквідовано Аксаринський район. 17 грудня 1930 року округ, як і інші округи, був ліквідований, райони перейшли у пряме підпорядкування республіці.
4 липня 1934 року округ був відновлений, до його складу увійшли крайні райони Алма-Атинської, Східноказахстанської та Карагандинської областей. Оркгу складався з 6 районів:
- Баян-Аульський район — село Баян-Аул
- Жана-Аркинський район — село Атасу
- Каркаралінський район — місто Каркаралінськ
- Коунрадський район — село Актогай
- Кувський район — село Єгінди-Булак
- Четський район — село Аксу-Аюли

29 липня 1936 року округ був ліквідований, територія увійшла до складу новоствореної Північноказахстанської області.